# 罗尤埃拉德里奥夫兰科
罗尤埃拉德里奥夫兰科，是西班牙卡斯蒂利亚-莱昂布尔戈斯省的一个市镇。总面积51平方公里，总人口311人（2001年），人口密度6人/平方公里。